# Charles Emmanuel Patas
Charles Emmanuel Patas  (1744-1802) est un éditeur et graveur français.

## Biographie
Élève de Jean-Charles Baquoy, Charles Emmanuel Patas se spécialise en taille douce.
Il participe au Salon de peinture et de sculpture de 1791.
Il collabore avec Pierre-François Basan, puis à la Galerie du Palais Royal et à la Galerie des modes et costumes français.

## Œuvre
Ses gravures sont présentes dans de nombreux fonds publics français et musées.

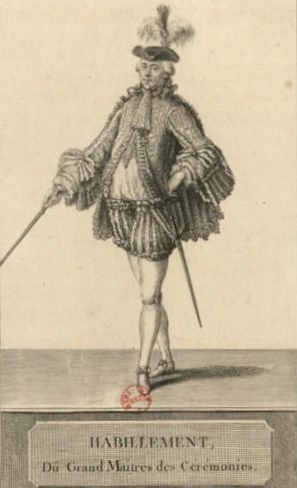
Joachim de Dreux-Brézé en maître de cérémonie lors du
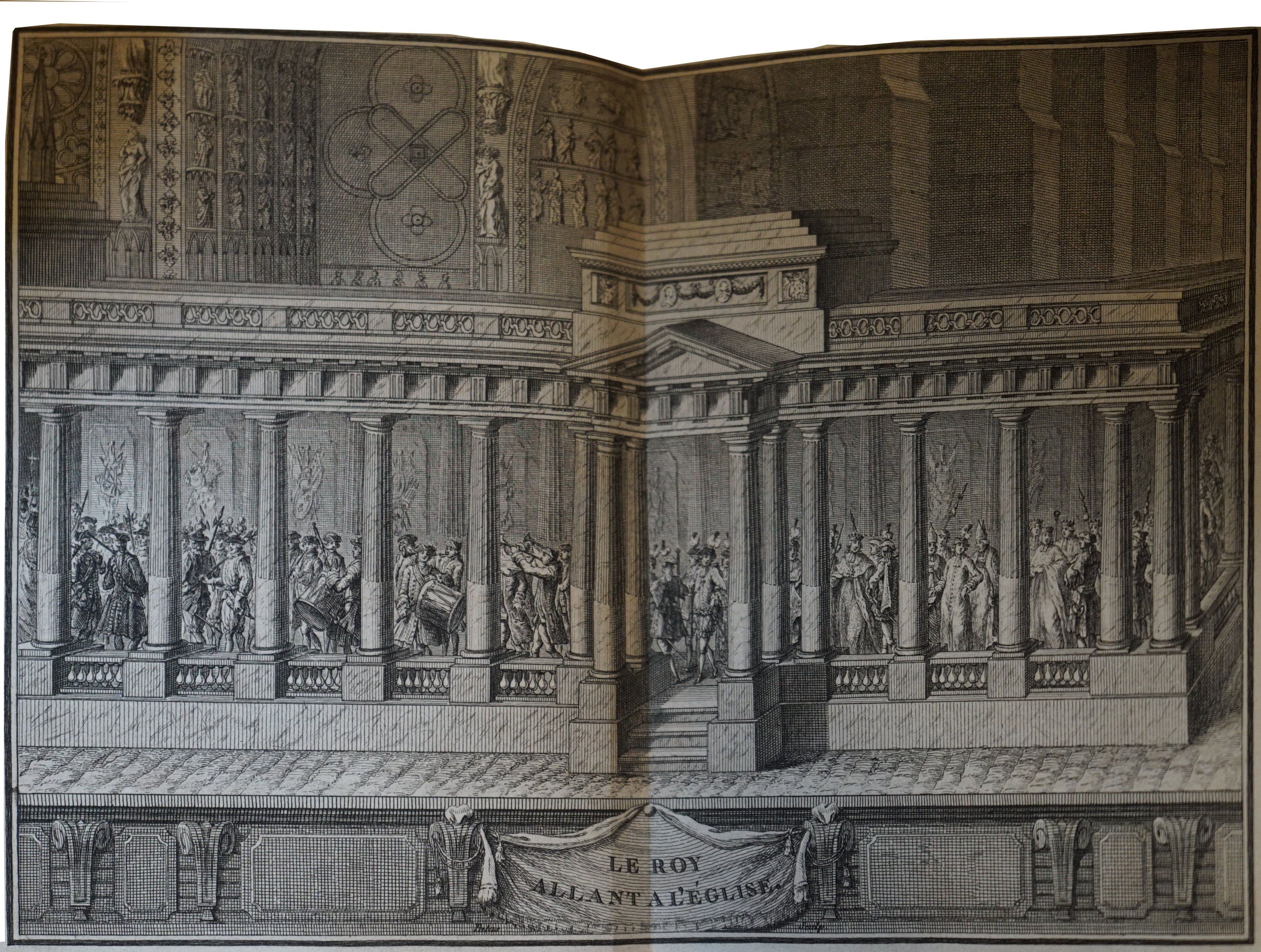
sacre de Louis XVI.
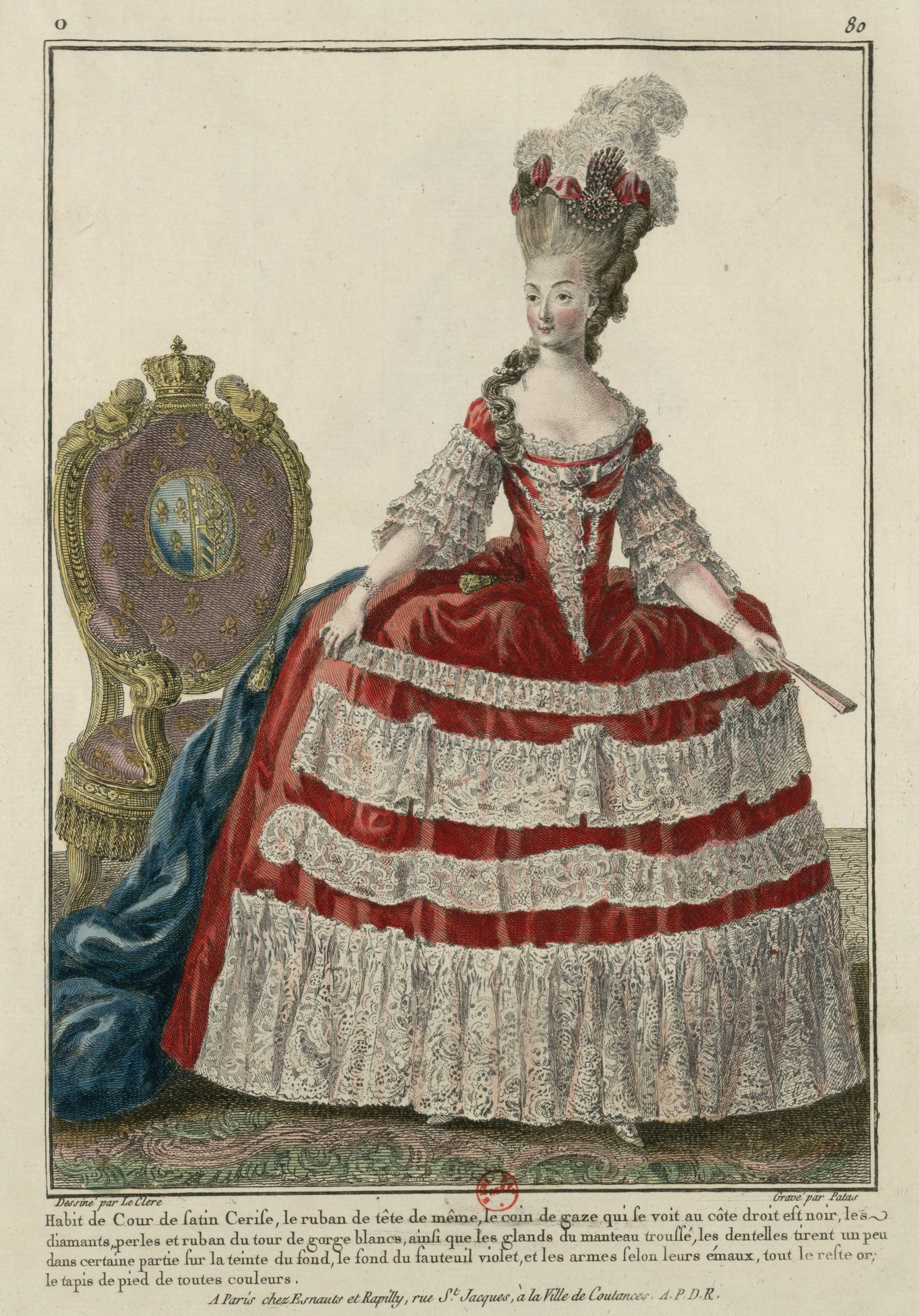
Marie Antoinette ou « habit de cour », tiré de la Galerie des modes